# Surface d'échange
Une surface d'échange qualifie une surface qui est le siège d'un transfert de matière aléatoire au sein d'un groupe physiologique commun à une force de rotation thermique ou d'énergie neutre qui échange des ondes magnétiques. Elle peut être :
- une paroi perméable qui permet un transfert de matière ;
- une paroi étanche qui permet un transfert thermique.

## Paroi perméable qui permet un transfert de matière
Cette paroi peut être très fine, simple ou invaginée. Elle est le siège de phénomènes d'osmose mais peut aussi compter dans les échanges thermiques de l'organisme avec le milieu ambiant.

## Paroi étanche qui assure un transfert thermique
Cette paroi permet ou est le siège d'un transfert thermique important entre deux fluides dont l'un est plus chaud que l'autre. Ce transfert se fait par convection entre le fluide chaud ou froid et la paroi solide et par conduction à travers celle-ci. La surface spécifique de la paroi peut être simple et plane ou importante par des replis ou des ramifications. La matière est forcée d'en parcourir la surface, pour que le flux thermique transféré soit maximal.

### Surface plane
Les définitions qui suivent décrivent un transfert thermique à travers une paroi (un mur par exemple) homogène  et isotrope, de surface {\displaystyle S}, d'épaisseur {\displaystyle e} et de conductivité thermique {\displaystyle {\lambda }} constante, séparant deux milieux fluides en mouvement. La chaleur est transférée entre le milieu chaud de température {\displaystyle T_{c}} et le milieu froid de température {\displaystyle T_{f}}, à travers la paroi. On suppose que ces températures et les coefficients de convection thermique {\displaystyle h_{c}} et {\displaystyle h_{f}} afférents aux fluides sont constants et uniformes par rapport aux surfaces de contact.
- La convection dans le fluide chaud est régie par un coefficient de convection thermique {\displaystyle {hc}} (en watts par mètre carré-kelvin) qui permet de définir une résistance thermique de convection {\displaystyle R_{cv}={\frac {1}{h_{c}.S}}}, en kelvins par watt.
- La convection dans le fluide froid est régie par un coefficient de convection thermique {\displaystyle {hf}} (en watts par mètre carré-kelvin) qui permet de définir une résistance thermique de convection {\displaystyle R_{cv}={\frac {1}{h_{f}.S}}}, en kelvins par watt.
- La conduction à travers la paroi solide d’épaisseur {\displaystyle e} est régie par la conductivité thermique {\displaystyle \lambda } (en watts par mètre-kelvin) qui permet de définir une résistance thermique de conduction {\displaystyle R_{co}={\frac {e}{\lambda .S}}}, en kelvins par watt.

Le flux thermique {\displaystyle {\Phi }} à travers une surface d'échange exprimé en watts, s'obtient par la formule :
{\displaystyle {\Phi }={\frac {T_{c}-T_{f}}{{\frac {1}{hc.S}}+{\frac {1}{hf.S}}+{\frac {e}{\lambda .S}}}}}
Dans la pratique les surfaces d'échanges de part et d'autre de la paroi ne sont pas identiques. Il faut donc introduire dans la formule deux surfaces  {\displaystyle Sc} et {\displaystyle Sf}. De même les parois d’échange en métal dans les échangeurs thermiques par exemple, se recouvrent d’un film d’encrassement composé de dépôts de tartre et de salissures qui ont une conductivité thermique faible par rapport à celle du métal, et constituent donc des résistances thermiques supplémentaires s’opposant à l’échange. Des résistances d'encrassement ont été déterminées pour les différents fluides.

## Surfaces d'échange

### Surface spécifique
La surface spécifique désigne la superficie réelle de la surface d'un objet par opposition à sa surface apparente. En augmentant la surface spécifique par différents artifices, on augmente également la surface d'échange.
- Chez les organismes vivants, on parle de pores, de poils, d'alvéoles, de villosités et microvillosités, d'invagination.
- Dans les échangeurs thermiques, on parle d'ailettes, ou de tubes.

### Exemples de surface d'échange en biologie
- La peau en tant que surface d'échange est le siège de différents mécanismes de transfert. La sécrétion de sueur intervient dans la régulation de la température corporelle. Elle augmente avec la température, et provoque un rafraîchissement grâce à son évaporation en surface. La respiration cutanée complète généralement la respiration pulmonaire ou branchiale. La peau avec ses pilosités joue en outre le rôle de surface d'échange thermique.
- Dans les poumons, l'arbre bronchique et ses alvéoles, tout comme les branchies, ont une surface d'échange étendue dont le rôle est l'échange des gaz vitaux.
- Les villosités et microvillosités du système digestif permettent d'augmenter sa surface d'échange, autorisant le passage des nutriments vers le système circulatoire.
- Les poils absorbants sur les racines des plantes constituent une surface d’échange considérable entre la plante et le sol.
- D'une manière générale les parois cellulaires chez les végétaux, les parois bactérienne, sont le siège de certains mécanismes de filtrage, et d'osmorégulation à l'origine de la turgescence.

### Exemples de surface d'échange thermique
- La peau chez les organismes vivants homéothermes est une surface d'échange thermique avec le milieu extérieur. La conformation de certains organes ou la pilosité permet de réaliser la thermolyse (les poils chez les éléphants), c'est-à-dire la dissipation des surplus de chaleur ou certaines couches supplémentaires de conductivité thermique faible, les plumes ou la fourrure, l'isolation thermique.
- Les manchots empereurs qui ne connaissent pas de notion territoires se regroupent les uns contre les autres en tortue, par analogie à la formation des légionnaires romains. Ce « comportement régulateur social » leur permet de diminuer leur surface d'échange et d'abaisser leur niveau de dépense énergétique[3]. Se blottir ou se recroqueviller permet à un animal de diminuer sa surface d'échange face au froid. Écarter les bras en les agitant permet d'augmenter la surface d'échange et favorise la dissipation thermique.
- Les poumons constituent aussi une surface d'échange et compte pour beaucoup dans les échanges thermique d'un animal ou d'un être humain avec l'ambiance dans lequel il se trouve placé.
- Un échangeur de chaleur est un appareil qui permet à l'écoulement d'un fluide chaud, de céder sa chaleur à l'écoulement d'un fluide froid sans que les fluides ne se mélangent, ce qui se fait au travers de la surface d'échange. Les radiateurs, les chaudières, les aéroréfrigérant, les dissipateurs thermiques, les Condenseurs fonctionnent sur base d'une surface d'échange la plus grande possible associée ou non à un système de ventilation ou de soufflage.
- En thermique du bâtiment, les murs comme les pans de toitures, etc., regroupés sous le terme de parois, constituent l'enveloppe du bâtiment et sa surface d'échange avec le milieu extérieur. L'isolation thermique vise à diminuer le flux thermique qui traverse ses parois.